# Municipio de Maple Ridge (condado de Delta)
El municipio de Maple Ridge (en inglés: Maple Ridge Township) es un municipio ubicado en el condado de Delta en el estado estadounidense de Míchigan. En el año 2010 tenía una población de 766 habitantes y una densidad poblacional de 2,73 personas por km².

## Geografía
El municipio de Maple Ridge se encuentra ubicado en las coordenadas 46°5′12″N 87°8′16″O / 46.08667, -87.13778. Según la Oficina del Censo de los Estados Unidos, el municipio tiene una superficie total de 280.38 km², de la cual 280,38 km² corresponden a tierra firme y (0 %) 0 km² es agua.

## Demografía
Según el censo de 2010, había 766 personas residiendo en el municipio de Maple Ridge. La densidad de población era de 2,73 hab./km². De los 766 habitantes, el municipio de Maple Ridge estaba compuesto por el 97,65 % blancos, el 1,04 % eran amerindios, el 0,26 % eran asiáticos, el 0,13 % eran de otras razas y el 0,91 % eran de una mezcla de razas. Del total de la población el 1,04 % eran hispanos o latinos de cualquier raza.